# Thelma Björk Einarsdóttir
Thelma Björk Einarsdóttir (* 11. Juli 1990) ist eine isländische Fußballspielerin, welche zwischen 2010 und 2017 in der isländischen Nationalmannschaft eingesetzt wurde.

## Karriere

### Verein
Die bei Valur Reykjavík ausgebildete Thelma Björk Einarsdóttir debütierte in der Saison 2007 für die erste Mannschaft von Valur in der Úrvalsdeild kvenna. Beim 3:0-Sieg gegen Fjölnir Reykjavík wurde sie von Trainerin Elísabet Gunnarsdóttir in der 62. Minute für Linda Rós Þorláksdóttir eingewechselt. Direkt in ihrer ersten Saison konnte sie mit der Mannschaft von Valur Reykjavík die isländische Meisterschaft gewinnen. In den folgenden Spielzeiten 2008, 2009 und 2010 konnte sie gemeinsam mit der Mannschaft aus Reykjavík den Titel verteidigen. In der Saison 2010 konnte sie zudem beim 15. Juni 2010 beim 10:0-Sieg gegen UMF Afturelding ihr erstes Tor für Valur Reykjavík in der Úrvalsdeild kvenna erzielen. In der 36. Minute erzielte sie das zwischenzeitliche 6:0 für ihr Team. Zwischen 2011 und 2014 spielte sie sowohl in Island als auch in den USA für die Mannschaft der University of California, Berkeley Fußball. In den Spielzeiten 2011 und 2013 wurde sie mit Valur Reykjavík jeweils Vizemeister hinter UMF Stjarnan.
Zur Saison 2014 verließ Thelma Björk Einarsdóttir Valur Reykjavík und schloss sich dem Ligakonkurrenten UMF Selfoss an. Ihr Debüt in der Úrvalsdeild kvenna gab sie für ihre neue Mannschaft am 18. Mai 2014 bei der 2:3-Niederlage gegen die Spielgemeinschaft Þór/KA, wo sie in der 46. Minute für Hrafnhildur Hauksdóttir eingewechselt wurde. Die Saison beendete sie mit ihrer neuen Mannschaft auf den vierten Platz. In der darauffolgenden Saison konnte Thelma Björk Einarsdóttir gemeinsam mit ihrer Mannschaft diese Leistung bestätigen und UMF Selfoss beendete hinter Breiðablik Kópavogur und UMF Stjarnan die Saison auf den dritten Platz.
Nach zwei Spielzeiten bei UMF Selfoss kehrte Thelma Björk Einarsdóttir zurück zu Valur Reykjavík und gab ihr Comeback in der Úrvalsdeild kvenna für den Klub am 29. Juni 2016 bei dem 6:1-Sieg gegen die Spielgemeinschaft Þór/KA, wo sie in der 69. Minute für Dóra María Lárusdóttir eingewechselt wurde. Die Saison beendete sie gemeinsam mit der Mannschaft von Valur auf den dritten Platz aufgrund des schlechteren Torverhältnissen im Vergleich zum Zweitplatzierten Verein Breiðablik Kópavogur. In der darauffolgenden Saison 2017 beendete die Mannschaft um Thelma Björk Einarsdóttir die Spielzeit erneut auf den dritten Platz. Nachdem Valur Reykjavík die Saison 2018 auf dem vierten Platz beendet hatte, konnte Thelma Björk Einarsdóttir gemeinsam mit ihrer Mannschaft in der darauffolgenden Saison 2019 erneut den isländischen Meistertitel gewinnen.
Nach der Saison 2019 beendete Thelma Björk Einarsdóttir zwischenzeitlich ihre Karriere. In der Saison 2021 gab sie ihr Comeback für KR Reykjavík in der 1. deild kvenna. Ihr Comeback gab sie am 5. August 2021 bei der 0:2-Niederlage gegen FH Hafnarfjörður. Mit ihrer neuen Mannschaft konnte sie sich den Meistertitel in der 1. deild kvenna sichern und damit auch den Aufstieg in die Úrvalsdeild kvenna.

### Nationalmannschaft
Nachdem sie bereits mehrere Spiele für die U16-, U18- und U23-Nationalmannschaft von Island absolviert hatte, absolvierte Thelma Björk Einarsdóttir zwischen 2010 und 2017 zwölf Spiele für die isländischen Nationalmannschaft. Unter anderem nahm Thelma Björk Einarsdóttir mit der isländischen Nationalmannschaft am Algarve-Cup 2011 teil. Die Mannschaft erreichte dort das Finale und unterlag im Finalspiel, wo Thelma Björk Einarsdóttir in der 36. Minute von Nationaltrainer Sigurður Ragnar Eyjólfsson für Ólína Guðbjörg Viðarsdóttir eingewechselt wurde, unterlag Island der USA mit 2:4.

## Erfolge
- Isländischer Meister: 2007, 2008, 2009, 2010, 2019